# Czorda Bódog
Czorda Bódog (Szabadka, 1828. december 18. – Budapest, 1904. július 4.) magyar jogász, bíró, honvédtiszt, politikus, 1861-ben és 1865-ben országgyűlési képviselő, 1889 és 1892 között igazságügyi államtitkár, 1893-tól 1901-ig a Kúria másodelnöke, főrendiházi tag.

## Élete
Czorda József bíró, városi tanácsnok és Speidl Rozália egyetlen gyermekeként született. Nagyapja, Czorda Ferenc 1809-től 1813-ig, majd 1820-tól 1828-ig Szabadka polgármestere volt. Tanulmányait szülővárosában és Pécsen végezte, majd Pesten lett joghallgató. Ebben az időszakban alapítója volt a Baráti Körnek nevezett irodalmi társaságnak. Az 1847-48-as pozsonyi országgyűlésen a szabadkai képviselők mellett dolgozott írnokként.
1848 szeptemberében jogi diplomát szerzett, ezután beállt a hódmezővásárhelyi 30. honvédzászlóaljhoz, amelynek tagjaként részt vett Arad ostromában. 1849 januárjában az 58. zászlóaljban hadnagy, májusban főhadnagy, végül százados lett, részt vett Temesvár ostromában is. A világosi fegyverletétel után besorozták az osztrák hadseregbe, és egy évet Itáliában töltött, majd szülei pénzzel váltották meg a katonai szolgálatát, így 1850-ben visszatérhetett Szabadkára. Hamarosan a város gazdasági jegyzője, majd ügyvéd lett, és a közgyűlés tagjaként egyre élénkebben részt vett szülővárosa közéletében, főleg oktatási ügyekkel foglalkozott. 1860-ban egy Szent István-napi hazafias beszéde miatt letartóztatták, és hét hónapig a csehországi Josefstadtban raboskodott.
Szabadulása után Szabadkára visszatérve városi főügyésznek választották, majd az 1861-es országgyűlési választáson szülővárosa képviselőjévé választották. A provizóriumnak nevezett időszak elején lemondott a főügyészségről, de továbbra is részt vett  városi közéletben. Jelentős szerepet játszott az alföldi vasút megvalósulásában, 1864-ben Flatt Endrével együtt ő tette meg az első kapavágást. Az 1865-ös országgyűlési választáson a Deák-párt helybeli vezetőjeként ismét mandátumot szerzett, majd 1867-ben városi főbíró is lett. Az 1869-es országgyűlési választáson már nem jutott a parlamentbe, és a városi tisztújítást is elvesztette.
Czorda ezután bírói pályára lépett, 1869-ben a fővárosi ítélőtábla bírája, majd 1876-ban kúriai bíró lett. Az 1880-as évek közepétől a kormányzó Szabadelvű Párttal való jó kapcsolata miatt az igazságügyi miniszteri tárca állandó várományosának tartották. 1889 júniusától 1892 szeptemberéig az Igazságügyi Minisztérium államtitkára volt Szilágyi Dezső miniszter mellett, majd visszatért a bírói pályára, és a budapesti ítélőtábla elnöke lett. 1892-ben nemesi címet kapott, és hivatalból a főrendiház tagja lett, ahol 1901-ig foglalt helyet. Itt a mentelmi és közjogi bizottság tagja volt.
1893 őszén a Kúria másodelnökévé nevezték ki, tisztségét 1901-es nyugdíjazásáig töltötte be. A kolozsvári egyetem tiszteletbeli doktora, 1896-ban pedig valóságos belső titkos tanácsos lett. 1901-es nyugdíjazásakor a Ferenc József-rend nagykeresztjével tüntették ki. Jogi íróként számos kisebb tanulmányt írt különböző szaklapokba.

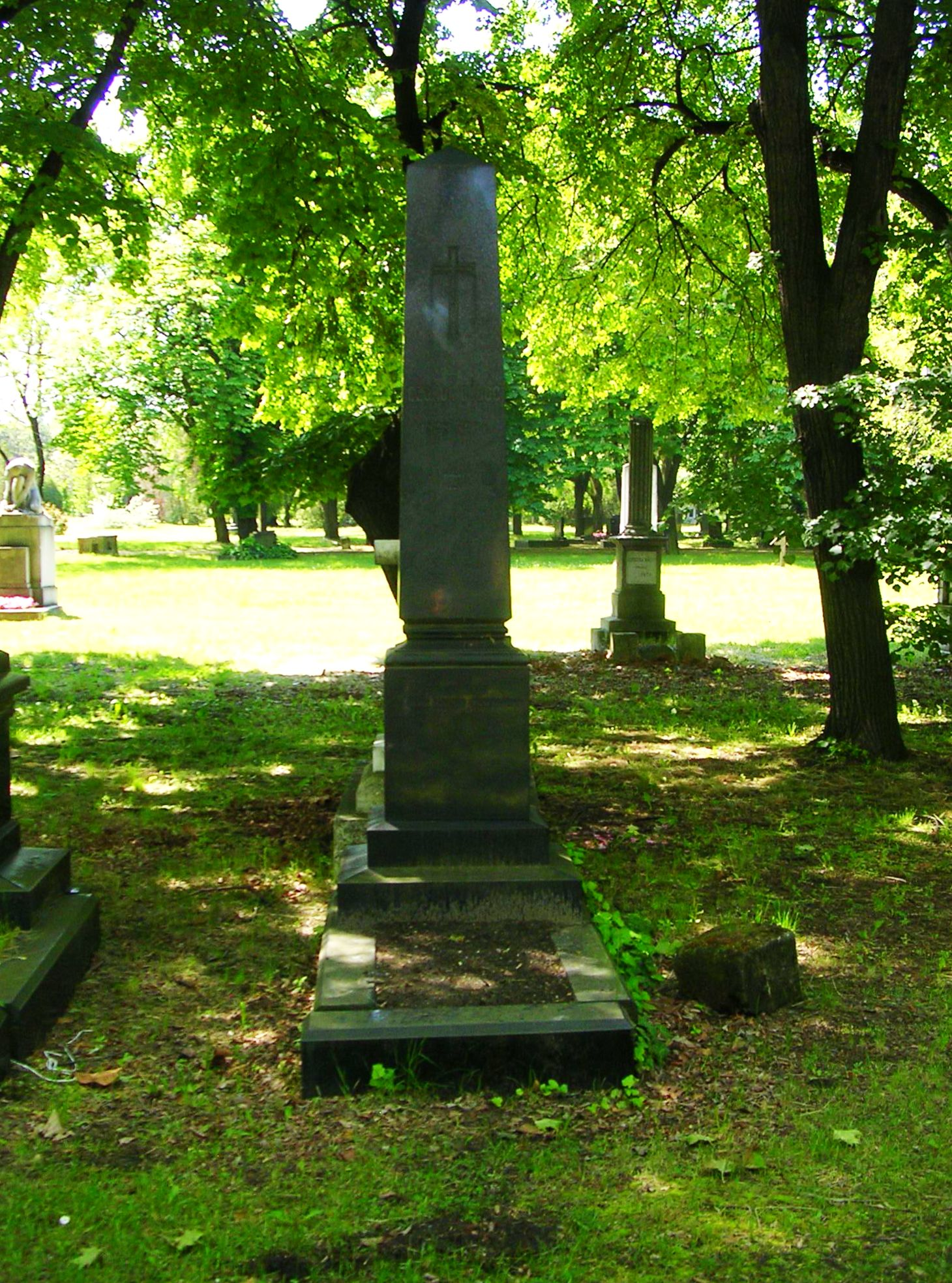
Sírja a Fiumei úti sírkertben, 2005. (29/2-3-20)

Felesége 1857-től Ladányi Etelka, Ladányi Bertalan és Karácsonyi Júlia lánya volt. Négy lányuk született: Etelka, Gizella, Janka és Mariska. Gizella lányuk férje Nagy Dezső Bálint ügyvéd és politikus volt. Czorda Bódog 1904-ben hunyt el Budapesten, a Fiumei úti sírkertben nyugszik. Sírját a Nemzeti Emlékhely és Kegyeleti Bizottság 2001-ben védetté nyilvánította.